# Orchester der Kulturen

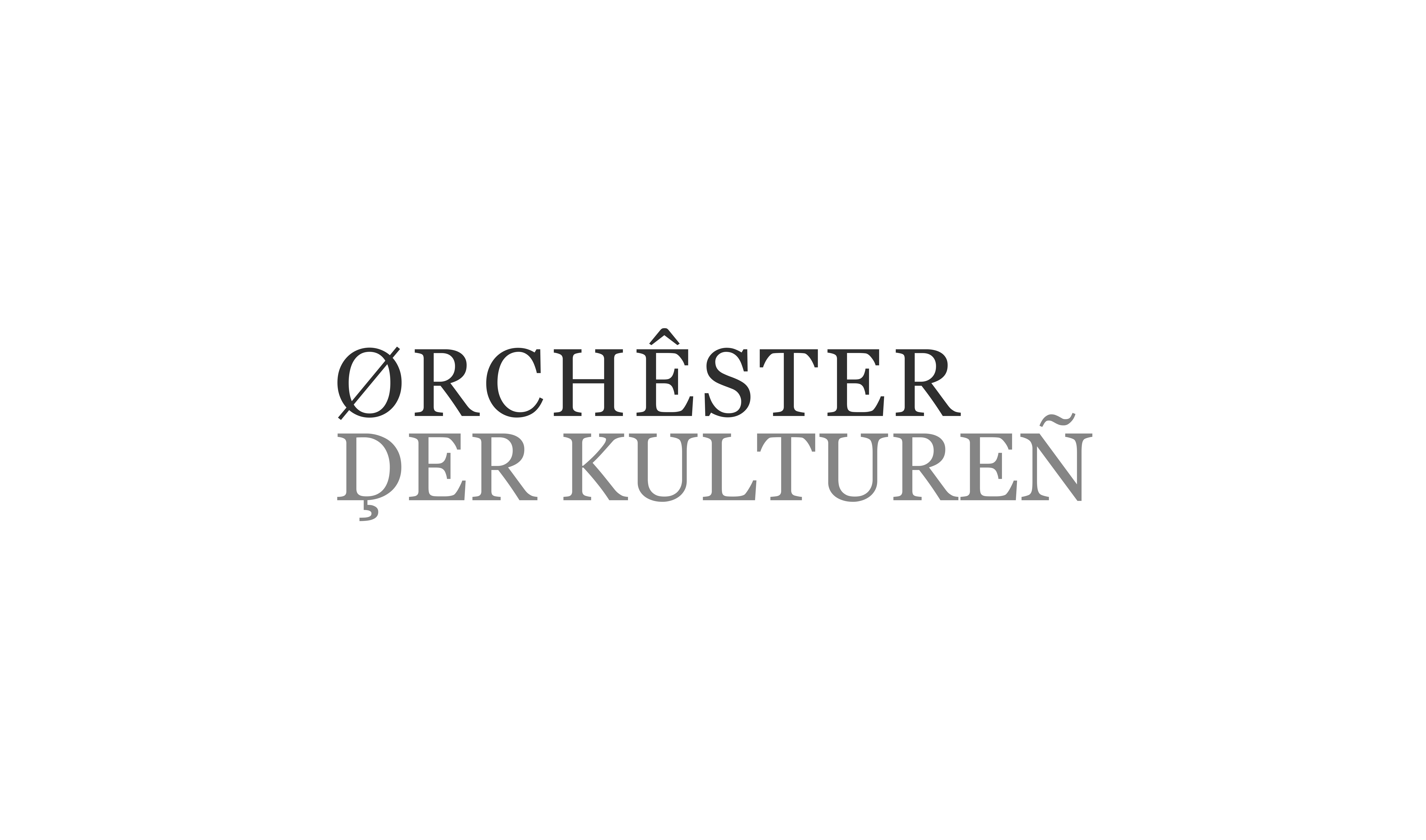

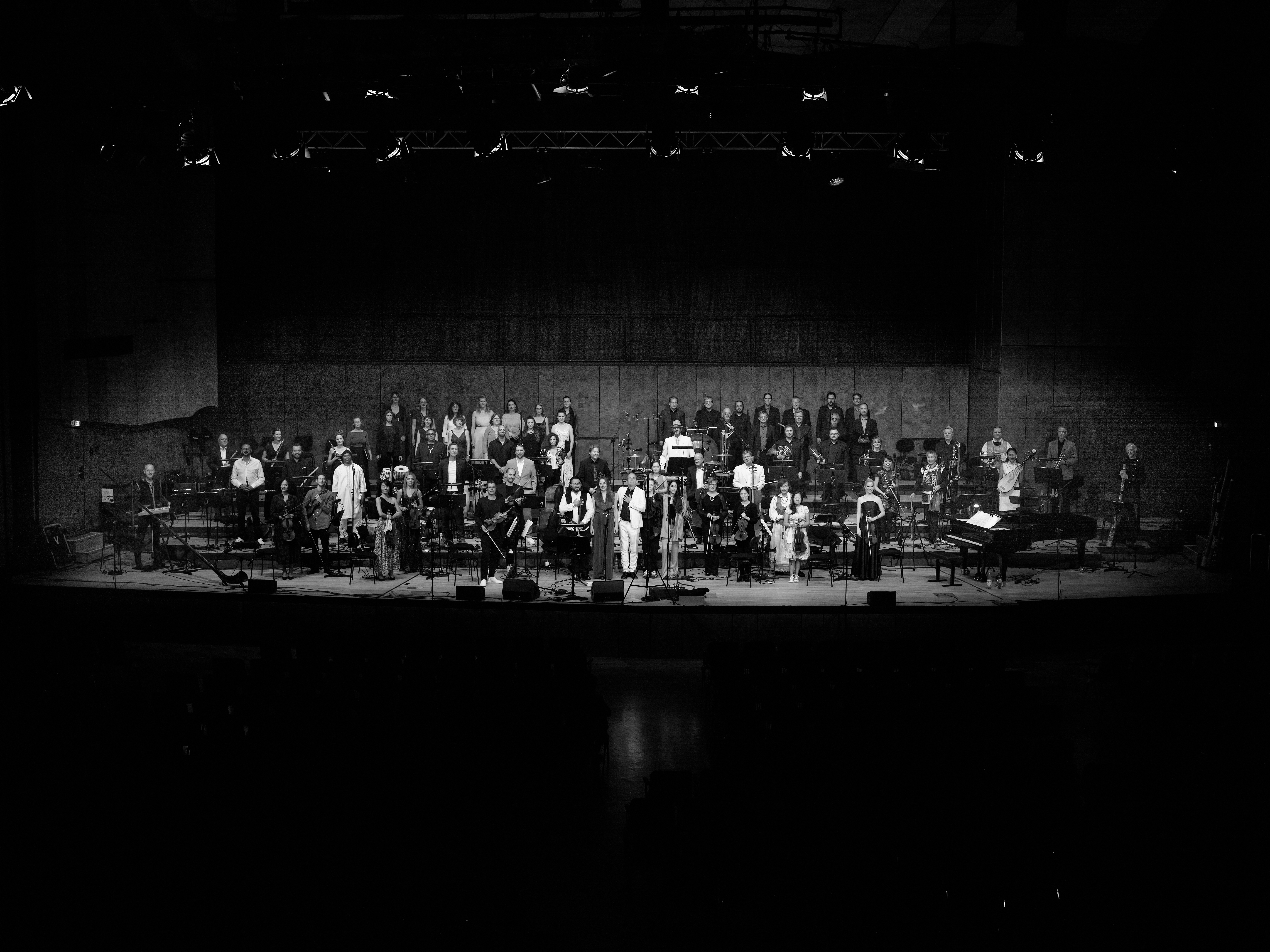
Orchester der Kulturen in der Liederhalle Stuttgart mit Philharmonia Chor Stuttgart 2022

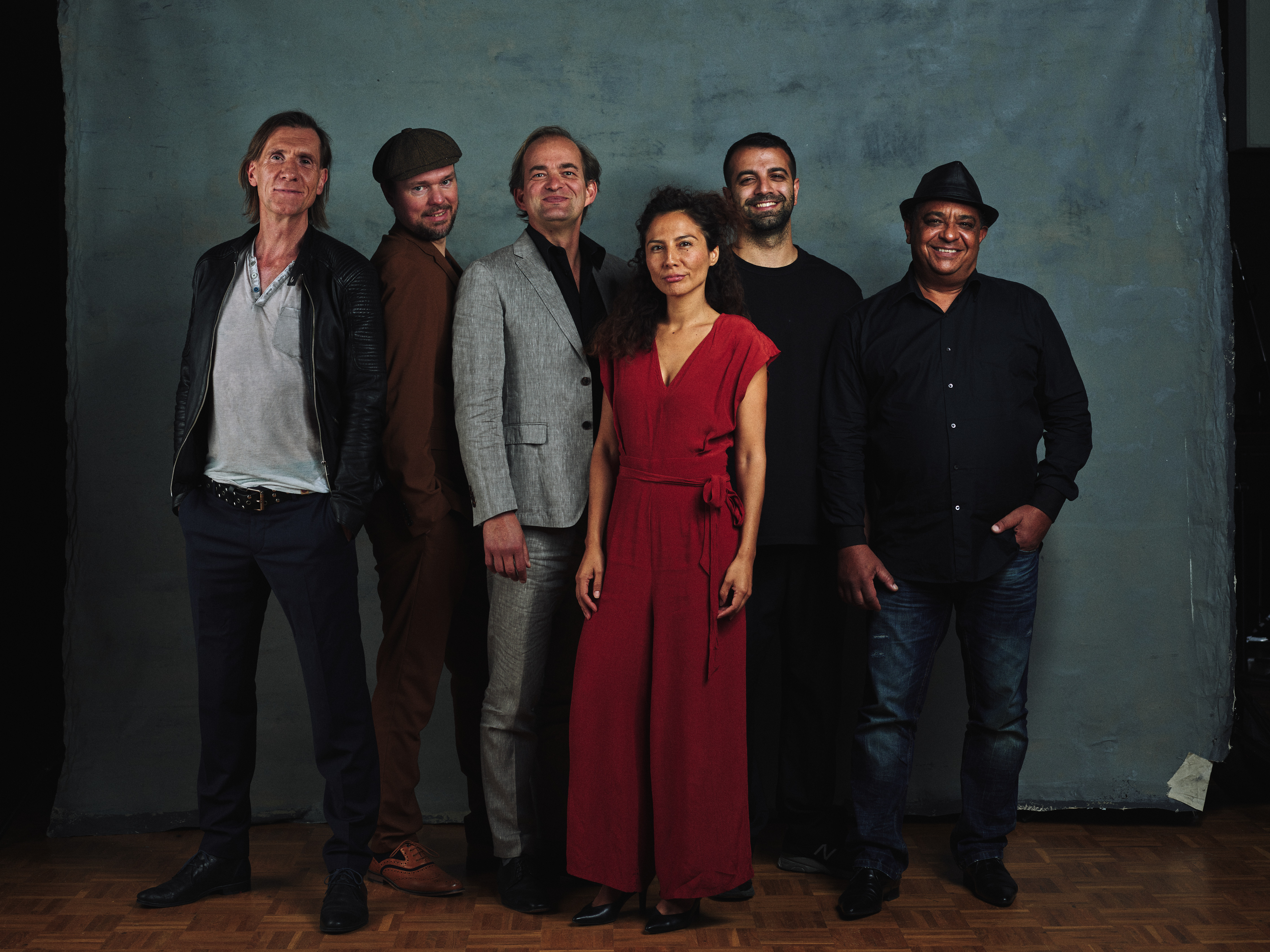
Die Band des Orchesters der Kulturen

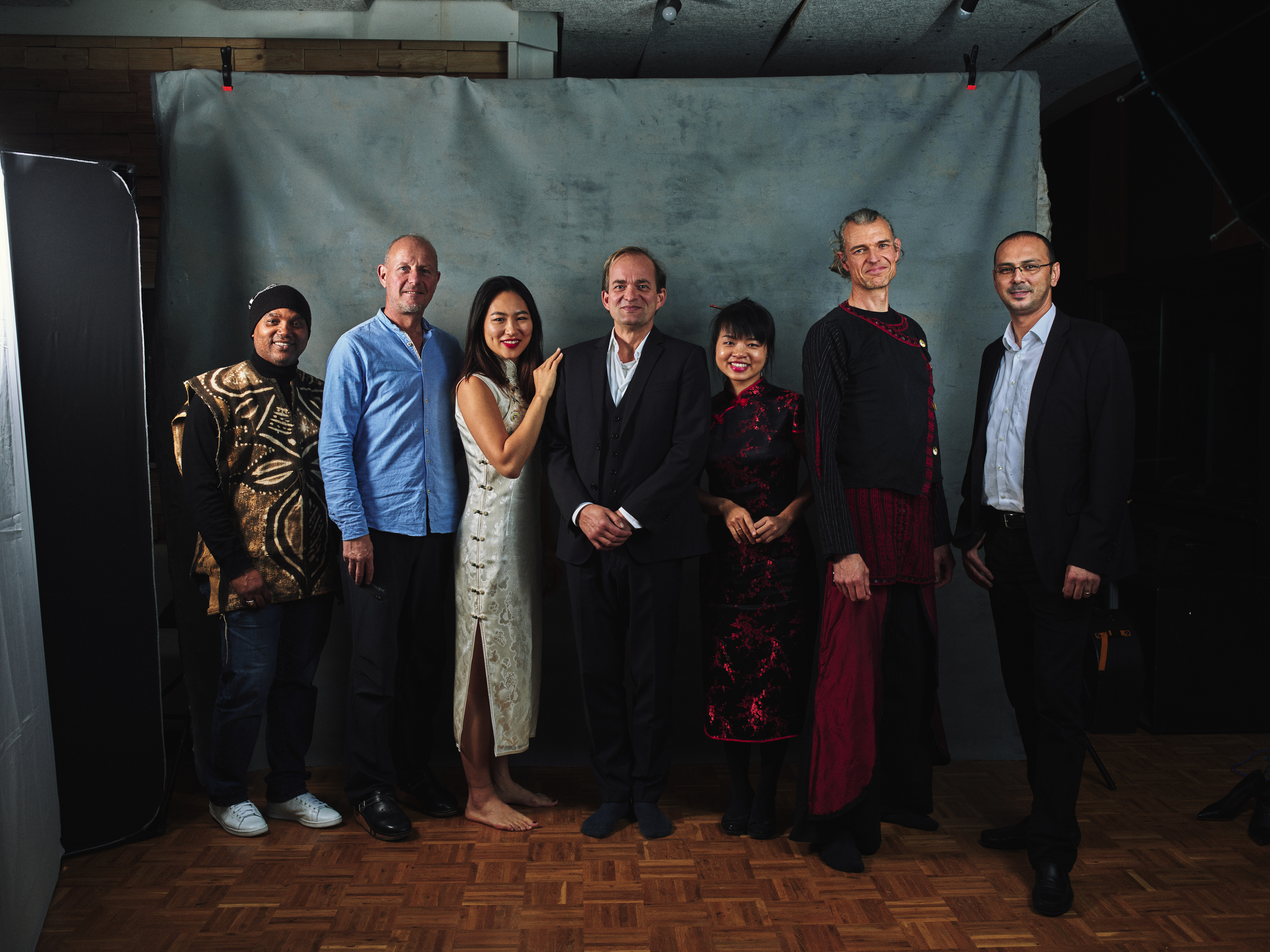
Orchester der Kulturen - Ethno Band

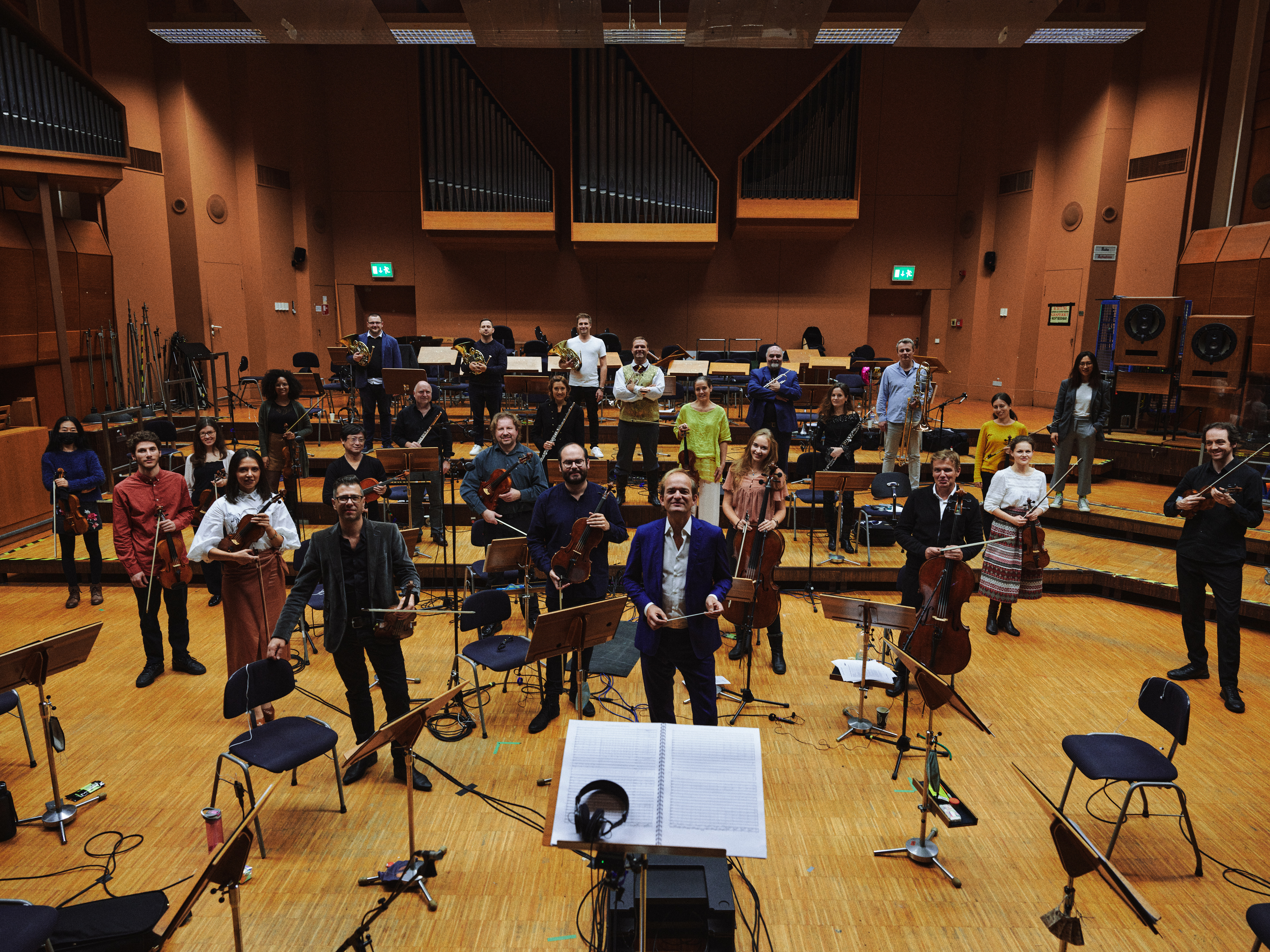
Orchester der Kulturen - Das Klassische Orchester

Das Orchester der Kulturen ist ein Orchester, das klassische Musikinstrumente sowie Instrumente der Popmusik und traditionelle Instrumente aus aller Welt verbindet. Es sieht sich an der Schnittstelle zwischen verschiedenen Musiktraditionen, die es miteinander verbinden will. Beheimatet ist das Orchester in Stuttgart.

## Geschichte
Das Orchester der Kulturen wurde 2010 von seinem künstlerischen Leiter Adrian Werum gegründet. Die ersten Orchestermitglieder wurden 2010 von einer Jury ausgewählt, bestehend aus Gotthilf Fischer, Lillo Scrimali (Fanta 4, DSDS, Joy Denalane, Max Herre) und Klaus Wagenleiter (SWR Big Band). Weitere Mitglieder des Orchesters der Kulturen kamen aus Orchestern und Musical-Theatern aus Stuttgart dazu.
Das erste Konzert fand am 26. März 2010 im Kulturhaus Arena statt. Von 2011 bis 2013 veranstaltete das Orchester der Kulturen seine Jahreskonzerte im Stuttgarter Theaterhaus. Es führte Auftragskompositionen für die Firma Sixt SE, den Kultursommer Nordhessen und den Sindelfinger Kultursommers auf. Die CDs – bislang sind neun CDs und eine DVD veröffentlicht – erklommen immer wieder die Top Ten der deutschen Klassikcharts und entstanden unter anderem beim SWR. Beteiligt waren mitunter Jay Alexander, Aris Saz, Lama Tenzin Sangpo, Daniel Stelter, Deviana Daudsjah, Marlis Petersen, Adi Karso, Ismail Marzuki, Christian Mejia, Fatima El-Shibli, Etta Scollo, Michaela Kovar, Anna-Maria Hefele, Ufuk Gazipa, Olvido Ruiz, Charles Simmons, Alexandra Seefisch, Murphysingers, Singakademie Stuttgart, Solitude-Chor Stuttgart, Chor der Kulturen und Capella Vocalis Reutlingen.
2013 erhielt das Orchester der Kulturen den Manfred-Rommel-Preis des Deutsch-Türkischen Forums. Von 2013 bis 2019 umrahmte es in kammermusikalischer Besetzung die Einbürgerungsfeiern der Stadt Stuttgart. Seit 2019 spielt das Orchester der Kulturen die Weihnachtskonzerte des Hessischen Rundfunks in Frankfurt. 2020 hat sich das Orchester der Kulturen als gemeinnützige GmbH neu gegründet.
Immer wieder arbeitet das Orchester der Kulturen mit Geflüchteten verschiedener Nationen zusammen (beispielsweise aus Syrien, Irak und Afghanistan für die Projekte „Sinfonie unseres Lebens“ und „Sinfonie der Kulturen“).
Das Orchester der Kulturen ist unter anderem an folgenden Orten aufgetreten: Festspielhaus Baden-Baden, Konzertsaal der UdK Berlin, HR Fernsehen, SWR Fernsehen, Theaterhaus Stuttgart, Liederhalle Stuttgart, Konzerthaus Karlsruhe, Marienkirche Berlin, Congress Center München, Kongresszentrum Davos.

## Instrumente und Besetzung
Die Mitglieder des Orchesters kommen aus aller Welt: Deutschland, Schweiz, Österreich, Litauen, Lettland, Syrien, Libanon, Ägypten, Russland, Senegal, Peru, Brasilien, Italien, Polen, Ungarn, Schweiz, Türkei, Georgien, Tschechische Republik, Spanien, Sudan, Tschechien, Australien, Indien, Argentinien, Iran, Mexiko, China und den USA. Das Orchester spielt in verschiedenen Besetzungen, unter anderem auch in kammermusikalischer Besetzung.
Die Instrumente stammen aus den unterschiedlichsten Musiktraditionen. Die Besetzung beinhaltet Alphorn, Baglama, Cajon, Didgeridoo, Duduk, E-Bass, Englischhorn, Erhu, Ethno-Flöte, Fagott, Flöte, Flügelhorn, Gayageum, Gesang, Gitarre, Hackbrett, Harfe, Horn, Klarinette, Klavier, Kontrabass, Kora, Ney, Nickelharfe, Obertongesang, Oboe, Oud, Pferdekopfgeige, Pipa, Posaune, Saxofon, Santur, Saz, Schlagwerk, Trompete, Viola, Violine, Violoncello.

## Diskografie (CDs und DVDs)
- CD & DVD-Produktion „Symphonic Tales of Indonesia“ (2014): Indonesische Lieder, arrangiert und interpretiert von der Jazz-Pianistin Deviana Daudsjah, mit Adi Karso und Ismail Marzuki in den Bauer Studios Ludwigsburg. Die CD wurde unter anderem in den indonesischen Grundschulen benutzt, um das musikalische Erbe Indonesiens einer neuen Generation zu vermitteln[4].
- CD „Devotional Chants“ (2015), eine sinfonische Neuinterpretation buddhistischer Mantren aus Tibet mit Lama Tenzin Sangpo.
- CD „Schön ist die Welt“ (2016) mit traditionellen Operettenmelodien und dem Tenor Jay Alexander. Diese CD-Produktion wurde auf Platz 1 der Deutschen Klassikcharts platziert. Als Chor beteiligt war die Chorvereinigung Kai Müller. Tonmeister der Produktion war Günter Appenheimer. Die technische Gesamtleitung lag bei Markus Born.
- CD „A crescent moon illuminates the world“ (2017) für das Pekinger Label Rhimoy und dem Gitarristen Daniel Stelter. Auf dieser CD wurden traditionelle chinesische Volkslieder sinfonisch neu arrangiert.
- CD „Tour Südwest“ (2018) mit Volksliedern. Diese CD entstand aus den erstes Tonaufnahmen des Orchesters der Kulturen im Herbst 2010 in den Emerich-Smola-Studios des SWR in Kaiserslautern und weiteren Aufnahmen im Jahr 2012.
- CD „Ti Amo“ (2018) mit sakralen Werken, aufgenommen bei Bibel-TV im Jahr 2015.
- Neuaufnahmen von Bibel-TV der Titel der CD „Geh' aus, mein Herz“ mit dem Tenor Jay Alexander, die seitdem ausgestrahlt werden.
- CD „Ein Stern geht auf“ (2018) mit Jay Alexander, Singakademie Stuttgart und Capella Vocalis Reutlingen. Aufgenommen in der Peter-und-Paul-Kirche in Reutlingen-Gönningen. Top 10 der deutschen Klassikcharts.
- CD „Du meine Seele, singe!“ (2019): Traditionelle Kirchenlieder mit Jay Alexander, Chor der Kulturen und Capella Vocalis Reutlingen. Aufgenommen in der Peter-und-Paul-Kirche in Reutlingen-Gönningen. Top 10 der deutschen Klassikcharts.
- „A World Symphony“ (2021), Aufnahme in den Kleinen Audiowelt Studios Heidelberg, im Hans-Rosbaud-Studio Baden-Baden und im Odeon Konzertsaal Sindelfingen. Beteiligt waren hier der Philharmonia-Chor Stuttgart sowie folgende Solisten: Abeer Nehme, Oksana Voytovich, Kandara Diebate, Serkan Ates, Mohamad Habbal, Jay Alexander, Jerusalem Ilfu und Yasemin Sannino.[5]

## Auszeichnungen, Chartplatzierungen
- 2013 Manfred-Rommel-Preis
- 2016 Platz 1 der Deutschen Klassikcharts mit „Schön ist die Welt“
- 2018 Platz 4 der Deutschen Klassikcharts mit „Ein Stern geht auf“
- 2019 Platz 4 der Europäischen Ethnocharts mit „Sixt Symphony“
- 2020 Platz 2 der Deutschen Klassikcharts mit „Du meine Seele singe“

## Uraufführungen (Auswahl)
- „Sixt Simphony No. 1“, Adrian Werum (2014, München): Auftragswerk von SIXT SE[6]
- „Eichendorff-Fantasie“, Adrian Werum (2011, Stuttgart): Uraufführung im Rahmen des Musikfestes der Bach-Akademie
- „Messe der Kulturen“, Adrian Werum (2012, Stuttgart): in Zusammenarbeit mit dem Bach-Chor Stuttgart und der Reihe „Musik am 13ten“
- „Sixt Symphony No. 2“, Adrian Werum (2016, Davos): Auftragswerk von SIXT SE
- „Sinfonie der Kulturen“, Adrian Werum (2016, Stuttgart): Oratorium in Zusammenarbeit mit dem Solitude-Chor Stuttgart[7]
- „Sinfonie unseres Lebens“, Adrian Werum (2016, Sindelfingen): Musical in Zusammenarbeit mit der Bürgerstiftung Sindelfingen
- „Misa Latina“, Christian Mejia / Adrian Werum (2018, Sindelfingen): Auftragswerk des Kulturamts der Stadt Sindelfingen im Rahmen des Klostersee Sommers. Beteiligt waren neben den Solistinnen Cornelia Lanz und Yaqueline Castellanos die Martinskantorei Sindelfingen unter der Leitung von Daniel Teppert.